# Monhystera spiralis
Monhystera spiralis är en rundmaskart som beskrevs av Wu och Hoeppli 1926. Monhystera spiralis ingår i släktet Monhystera och familjen Monhysteridae. Inga underarter finns listade i Catalogue of Life.